# Velko Markoski
Velko Markoski (Struga, 5 de abril de 1986) es un jugador de balonmano macedonio que juega de lateral izquierdo en el RK Metalurg. Es internacional con la selección de balonmano de Macedonia del Norte.
Es hermano del también jugador de balonmano Nikola Markoski.

## Palmarés

### RK Vardar
- Liga de Macedonia de balonmano (2): 2007, 2009
- Copa de Macedonia de balonmano (2): 2007, 2008

### Metalurg
- Liga de Macedonia de balonmano (3): 2011, 2012, 2014
- Copa de Macedonia de balonmano (2): 2011, 2013

### Zagreb
- Liga de Croacia de balonmano (2): 2016, 2017
- Copa de Croacia de balonmano (2): 2016, 2017

### Constanta
- Copa de Rumania de balonmano (1): 2018

## Clubes
- RK Vardar (2004-2010)
- RK Metalurg Skopje (2010-2015)
- RK Strumica (2015)
- RK Rabotnicki (2015)
- RK Zagreb (2015-2017)
- HCM Constanţa (2017-2019)
- RK Metalurg (2019- )